# Nassau-Corroy
Nassau-Corroy was een adellijk geslacht dat afstamde van de onechte zoon van Hendrik III van Nassau-Breda (1483-1538) (oom van Willem van Oranje) en Elisabeth Claire van Rosenbach, dochter van de gouverneur van het kasteel van Vianden, genaamd  Alexis van Nassau-Corroy (1506?-1550). 

## Geschiedenis
Hendrik III kreeg samen met Elisabeth Claire van Rosenbach ook een dochter genaamd Elisabeth (1510-1550), die in 1531 huwde met Jan VIII van Renesse, heer van Elderen. Alexis werd samen met haar en hun halfbroer René van Chalon aan het hof in Breda opgevoed.
In 1530 werd Alexis door Keizer Karel V als zoon van Hendrik III gelegitimeerd. De naam Corroy werd in 1540 aan dit geslacht verbonden toen bij het huwelijk van René van Châlon de heerlijkheid Corroy-le-Château aan Alexis werd geschonken.
Barbara van Nassau-Corroy, dochter van Paulus van Nassau-Corroy en Margaretha van Lier, gehuwd met Cornelis van Mechelen, was de moeder van Margaretha van Mechelen (ca. 1581-1662), maîtresse van Maurits van Oranje en moeder van drie buitenechtelijke zonen van de prins.
Karel II van Spanje verhief in 1693 de heerlijkheid Corroy tot graafschap ten gunste van Joseph Ignace Florent Louis van Nassau (1655-1720), baron van Warcoing, later in zijn leven kamerheer van keizer Karel VI. Vanaf dat moment ging de familie door het leven als graven van Nassau-Corroy. In 1717 kocht hij het graafschap Zwevegem inclusief het kasteel van Zwevegem.
De laatste mannelijke telg uit het geslacht was Charles Florent Marie graaf van Nassau-Corroy (1748-1804). Dit geslacht stierf in 1832 in vrouwelijke lijn uit met de dood van diens dochter Amalie Constance Marie van Nassau-Corroy (1785-1832).